# Powstanie w Algierii (1945)
Powstanie w Algierii wybuchło 8 maja 1945 roku. Tego dnia w miastach Kabylii, regionu Algierii Francuskiej, uroczyście odchodzono zakończenie II wojny światowej w Europie. Przy tej okazji doszło do pochodów niepodległościowych, które przerodziły się w starcia z policją. 
Do największych starć doszło w miastach Satif, Kherrata i Kalima, gdzie policja ostrzelała demonstrantów, zabijając dziesiątki osób. W odwecie rozwścieczony tłum zaatakował mieszkających w Kabylii francuskich osadników, mordując 88 osób i raniąc około 150. Wkrótce rebelia ogarnęła kolejne miasta i wioski a siły powstańców wzrosły do 50 000 ludzi. Rozpoczęły się ataki na kolonistów w innych regionach Algierii. 
W odpowiedzi na to, rząd francuski skierował w sporne rejony Legię Cudzoziemską pod dowództwem generała Raymonda Duvala, która rozpoczęła akcję pacyfikacyjną w departamencie Konstantyny. W trakcie tłumienia powstania żołnierze mordowali ludność cywilną a lotnictwo zbombardowało kilkadziesiąt wiosek. 
Zginęło 1200 Algierczyków, a 1500 zostało rannych. Powstanie stłumiono.